# قشلاق تشاي
قشلاق تشاي هي قرية في مقاطعة نمين، إيران. يقدر عدد سكانها بـ 208 نسمة بحسب إحصاء 2016.